# 布莱恩·哈纳罕
布莱恩·哈纳罕（Brian Hanrahan，1949年3月22日—2010年12月20日）是一位BBC记者。他的报道包括戈尔巴乔夫就任苏联元首，六四天安门事件，柏林墙倒塌，香港政权移交，戴安娜王妃的葬礼，911袭击等重要历史事件。
1970年加入BBC从事记者工作。在英国与阿根廷的福克纳群岛战役中，哈纳罕在竞技神号航空母舰上发回现场报道。由于英国国防部不允许直接报道战况细节，他言辞巧妙地规避了这一禁令，暗示战斗任务圆满完成。
2010年12月20日因癌症去世。